# دختر یتیم در گورستان
دختر یتیم در گورستان (انگلیسی: Orphan Girl at the Cemetery) یک نقاشی رنگ روغن بر روی بوم اثر نقاش رمانتیسیسم فرانسه اوژن دولاکروا است، تاریخ دقیق ترسیم این نقاشی به درستی معلوم نیست اما احتمال داده می‌شود که در ۱۸۲۳ یا ۱۸۲۴ طرح شده باشد، این نقاشی گاهی با نام دختر جوان یتیم در گورستان هم شناخته می‌شود.

## تاریخچه
تصور می‌شود که طرح‌های مقدماتی این نقاشی بعد از اثر دیگر دولاکروا یعنی قتل‌عام در خیوس کشیده شده باشد، دختر یتیم در گورستان در نوع خودش یک شاهکار از دولاکروا است.
هوا آکنده از غم و اندوه و ترس و وحشت ناشی از سوژه تصویر است، دخترک غم‌زده به بالا نگاه می‌کند در حالی که اشکی از چشمش سرازیر است، آسمان و زمین گویی آبستن بیان غم‌زدگی و سودای دخترک است، زبان بدن دختر گویای همه چیز است، لباس کشیده شدهٔ وی که از شانه‌اش حالت افتادگی دارد و آسیب‌پذیری‌اش، دست ضعیف که بر روی ران پایش گذاشته شده، سایه‌ای که در بالا و روی گردن او افتاده، تاریکی سمت چپ او، رنگ‌آمیزی سرد و پریدگی رنگ لباس‌ها. همگی این ترکیب‌ها در تأکید بر یک حس از داست دادن همه چیز است، از امید غیرقابل دسترس، انزوا و عدم وجود هرگونه استفاده از کمک، گویی که او شبحی است که در حال نظارهٔ آسمان می‌باشد.
برای دولاکروا، رنگ، از مهم‌ترین موارد تشکیل‌دهندهٔ نقاشی‌هایش بود، چرا که این ذوق هنری و اعتقاد این نقاش بود، دولاکروا صبری برای ایجاد کلیشه مطابق متن از مجسمه‌های کلاسیک ندارد، او احترام زیادی برای پیتر پل روبنس و سایر نقاشان ونیزی قائل بود و همان‌ها باعث تصمیم‌گیری وی در استفاده از رنگ‌های عجیب و غریب در جهت تم‌ها و سوژه‌های نقاشی‌اش بود، دولاکروا با الگو گرفتن از دیگر مکان‌های الهام بخش به ترکیبی از رنگ‌های براق و فراوان در آثارش در کنار جنبش موزون آنها دست یافت.
تابلوی دختر جوان در گورستان، عنوان نامی جایگزین برای این نقاشی می‌باشد که امروزه در موزهٔ لوور فرانسه و پاریس قرار دارد.